# Kelly Williamson
Kelly Williamson (nacida como Kelly Handel, Zionsville, 5 de diciembre de 1977) es una deportista estadounidense que compitió en triatlón. Ganó una medalla de plata en el Campeonato Mundial de Ironman 70.3 de 2012.

## Palmarés internacional
| Campeonato Mundial | Campeonato Mundial         | Campeonato Mundial | Campeonato Mundial |
| Año                | Lugar                      | Medalla            | Prueba             |
| ------------------ | -------------------------- | ------------------ | ------------------ |
| 2012               | Henderson (Estados Unidos) | Medalla de plata   | Individual         |